# Hombre de Wushan
El hombre de Wushan (chino: 巫山人; pinyin: Wūshānrén, literalmente "hombre de la montaña chamán") es un conjunto de restos fosilizados de un simio no homínido extinto e indeterminado hallado en China central en 1985. Los restos datan de hace unos 2 millones de años y en un principio se consideró que representaban a una subespecie de Homo erectus (H. e. wushanensis).

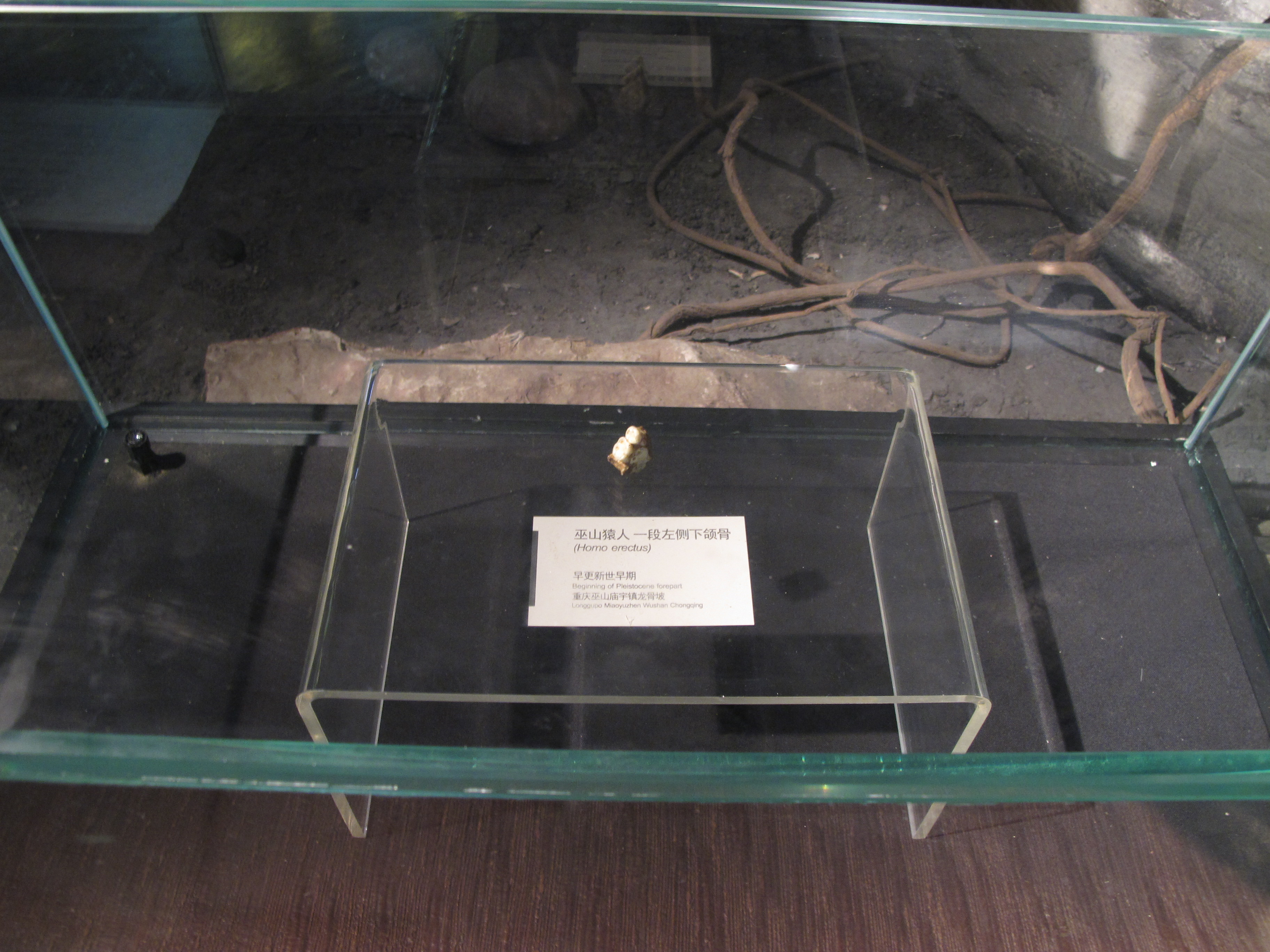
Fósil del hombre de Wushan en el Museo de las Tres Gargantas

Los fósiles se hallaron en 1985 en Longgupo (龙骨坡 o "Ladera de los Huesos del Dragón"), pueblo de Zhenlongping, ciudad de Miaoyu del condado de Wushan, Chongqing, en las Tres Gargantas.

## Orígenes

### 1984 - 1988: Descubrimiento
La "Ladera de Huesos de Dragón" de Longgupo fue descubierta como yacimiento de fósiles en 1984. De 1985 a 1988, fue excavado por un equipo de científicos chinos, dirigidos por Huang Wanpo, del Instituto de Paleontología de Vertebrados y Paleoantropología de Pekín y del Museo Nacional de Chongqing (provincia de Sichuan).
En 1986 se desenterraron tres dientes anteriores y una mandíbula izquierda con dos molares, junto con fósiles de animales, incluidos dientes del gran simio extinto Gigantopithecus y del panda gigante pigmeo Ailuropoda microta. En las excavaciones realizadas entre 1997 y 2006 se han hallado más herramientas de piedra y fósiles de animales, incluidos restos de 120 especies de vertebrados, 116 de las cuales son mamíferos. Esto sugiere que los fósiles existieron originalmente en un entorno forestal subtropical. Restos de Sinomastodon, Nestoritherium, Equus yunnanensis y Ailuropoda microta junto con la mandíbula sugieren que sus restos pertenecen a la primera parte del Pleistoceno o al Plioceno tardío.
Los primeros informes de estas excavaciones en revistas chinas no llamaron la atención fuera de China. En 1992, Russell Ciochon fue invitado a Longgupo para examinar y proporcionar una edad fiable de la mandíbula. En 1995, Ciochon publicó sus hallazgos en la revista Nature, lo que atrajo la atención sobre los fósiles a escala mundial.

### Dudas iniciales
En un informe de Science de 1995, se plantearon varias dudas sobre los especímenes. Tras ver los especímenes en un viaje a China, Milford Wolpoff, de la Universidad de Míchigan, no está convencido de que la mandíbula parcial fuese de un homínido. Creía que los fósiles podían pertenecer a un orangután o a un Pongo, basándose en la forma del diente adyacente que faltaba de un premolar conservado. Jeffrey Schwartz e Ian Tattersall también publicaron en Nature la afirmación de que los dientes hallados en Longgupo eran los de un orangután. Sin embargo, se comprobó que los dientes no encajaban en el rango de variación de los encontrados en orangutanes, lo que descartó esta posibilidad.
Más recientemente, se afirmó que el fragmento de mandíbula era indistinguible de los simios chinos del Mioceno tardío-Plioceno del género Lufengpithecus. Se descubrió que el incisivo era más coherente con el de una persona de Asia oriental, que pudo haber entrado accidentalmente en la fisura de los depósitos de la cueva de Longgupo debido a fuerzas naturales como el agua corriente.

## Retractación
En el número del 18 de junio de 2009 de la revista Nature, Russell Ciochon, que fue el primero en informar de que el fragmento de mandíbula de Longgupo era humano, anunció que se retractaba de sus conclusiones. Estaba convencido de que el fósil de Longgupo no pertenecía a un humano pre-erectus, sino a simios desconocidos originarios de los bosques primigenios del Pleistoceno del Sudeste Asiático. Mencionó que el H. erectus llegó a Asia hacía unos 1,6 millones de años, pero que se alejó de los bosques en busca de la caza que encontraba en los pastizales, lo que significaba que la especie pre-erectus no apareció en el sudeste asiático.

Russell Ciochon ya no creía que el Gigantopithecus y el H. erectus hubiesen coexistido en el mismo entorno, argumento que había esgrimido anteriormente en su libro 1990 Other Origins: The Search for the Giant Ape in Human Prehistory. Afirmó:
Sin la suposición de que Gigantopithecus y H. erectus habían vivido juntos, todo cambió: si los humanos primitivos no formaban parte de la fauna Stegodon-Ailuropoda, tuve que imaginar un simio del tamaño de un chimpancé en su lugar - ya fuera un descendiente de Lufengpithecus, o un género de simio desconocido hasta entonces. pág. 911
Un factor clave para cambiar su opinión sobre el fósil fue una visita en 2005 al Museo de Historia Natural de Guangxi, en Nanning, donde examinó un gran número de dientes de primates del Pleistoceno. Creía que los primeros humanos cazaban mamíferos en las praderas y no vivían en los bosques subtropicales que existían en Longgupo en ese periodo, por lo que es imposible que el conjunto de fósiles perteneciese a un humano. Aunque Russell Ciochon ya no creía que la mandíbula perteneciera a un humano, seguía afirmando que las dos herramientas de piedra encontradas con los fósiles fueron creadas por humanos. Sin embargo, según él, "deben de haber sido añadidos más recientes al yacimiento". p. 911
Jeffrey Schwartz, uno de los críticos de la afirmación original, consideró asombrosa la retractación de Ciochon, ya que no es habitual que un científico anuncie una retractación tras cambiar de opinión, y alabó la franqueza como algo positivo.

## Importancia
El descubrimiento del Hombre de Wushan y los materiales relacionados con él, como diversos fósiles de vertebrados de piedra y artefactos de piedra como núcleos, puntas, raspadores, herramientas de perforación, etc., muestran evidencias de la acción humana. Esto es importante porque sugiere que los creadores de estas herramientas habían hecho el cambio del uso de herramientas a la fabricación de herramientas

Según Nature:
Las nuevas pruebas sugieren que los homínidos entraron en Asia antes de 2 Myr, coincidiendo con la diversificación más temprana del género Homo en África. Está claro que el primer homínido que llegó a Asia fue una especie distinta del verdadero H. erectus, y que poseía una tecnología basada en la piedra. Un homínido pre-erectus en China tan temprano como 1,9 Myr proporciona los antecedentes más probables para la evolución in situ de Homo erectus en Asia.pag. 278
Esto hace que su condición de fósil de Homo sea de vital importancia para el estudio de los orígenes humanos, ya que sugiere que H. erectus no fue la primera especie humana en salir de África y apoya el argumento esgrimido por algunos de que H. erectus evolucionó en Asia y no en África. El descubrimiento del Homo floresiensis es significativo para esta teoría de que el homínido pre-erectus evolucionó en Asia. Según investigaciones recientes, sus huesos de la muñeca y el pie son anatómicamente similares a los de H. habilis o Australopithecus. Las pruebas de la presencia de Homo pre-erectus en Asia serían coherentes con este posible origen.